# 辻梨恵
辻 梨恵（つじ りえ、1994年1月28日 - ）は、神奈川県南足柄市出身の日本の女子プロゴルファーである。所属は大和証券。

## 経歴
実家は神奈川県南足柄市にある、1426年（応永33年）に開かれた長福寺。お寺育ちという環境から座禅や茶道にも触れ、培った集中力はゴルフにも生かされているという。
父の勧めで13歳よりゴルフを始める。この頃より三觜喜一に師事している。
中学3年生だった2008年に「関東中学校ゴルフ選手権大会」（女子個人の部）優勝。
その後、高校から誘いを受けて埼玉栄高等学校ゴルフ部に入部。2011年には「全国高等学校ゴルフ選手権大会」（女子団体の部）で優勝。団体のメンバーは他に渡邉彩香（LPGA84期）、保坂真由（LPGA86期）、江澤亜弥（LPGA85期）で、のちに全員プロゴルファーになる。
高校卒業後の2012年に日本女子プロゴルフ協会（LPGA）最終プロテストに進出するも合格出来なかったが、同年のLPGAファイナルクオリファイングトーナメント（QT）で19位となった。
2013年にTPD単年登録（呼称は当時）してプロ転向。
2015年に2度目のLPGA最終プロテスト進出を果たし9位タイで合格、LPGA87期生となる。
2016年は年間獲得賞金ランキング（賞金ランク）46位で、自身初のシード入り。
2017年は「マンシングウェアレディース東海クラシック」で一度は首位に並びながら3位タイになるなど活躍。3,640万円余を獲得し、賞金ランクで自身最高位となる31位で、2年連続のシード入り。
2018年は賞金ランク75位でシード落ちとなるも、ファイナルQT29位となる。